# رز ویلیامز
رز ویلیامز (انگلیسی: Rozz Williams؛ ۶ نوامبر ۱۹۶۳ – ۱ آوریل ۱۹۹۸) خواننده و موسیقی‌دان اهل ایالات متحده آمریکا بود که به‌خاطر فعالیتش در گروه‌های کریستین دث (Christian Death)، شدو پراجکت (Shadow Project) و پریمیچر اجکیولیشن (Premature Ejaculation) شناخته می‌شود. کارهای او به‌ویژه با گروه کریستین دث در شکل‌گیری و بالندگی سبک‌های گوتیک راک و دث‌راک قابل‌توجه بود.
او سال ۱۹۹۸ خودش را در آپارتمانش به دار آویخت.